# ЕвроМедиа
«ЕвроМедиа» (прежнее название «МедиаЮг») — международный издательский дом. Главный офис находится в Ростове-на-Дону, филиалы редакции изданий — в Санкт-Петербурге, Москве, Казани. Издательский дом основан в 2002 году.
Специализируется на выпуске общественно-политических и отраслевых изданий в печатном и онлайновом форматах, издает справочники и книги. Имеет собственное digital-агентство.
В 2022 году открыто информационное агентство 1euromedia.ru.
Журналы издательского дома распространяются на территории России и стран ЕАЭС. Совокупный тираж изданий — более 100 тыс. экз. Потенциальная аудитория – свыше 185 млн человек.

## История
МИД «ЕвроМедиа», начав с узконишевого отраслевого издания, постепенно охватил практически все направления современных медиа: выпуск журналов и книг, видео и короткометражное кино, аналитические исследования, подкасты и многое другое.
МИД «ЕвроМедиа» был основан в 2002 году и первоначально выпускал всего один журнал, посвященный строительству и ЖКХ. За 20 лет команда холдинга создала и вывела на рынок СМИ 10 отраслевых журналов совокупным тиражом более 100 тыс. экземпляров, ориентированных на аудиторию численностью свыше 180 млн человек.
Помимо издательского бизнеса (редакция и отделы продаж по направлениям) в холдинг входят диджитал-агентство, аналитический центр, подкаст-студия, департамент конгрессных мероприятий, видеопродакшн.
Пилотный номер отраслевого журнала «Вестник» вышел в 2002 году. Журнал публиковал аналитические материалы о строительной отрасли Ростовской области и других регионов ЮФО.
В 2006 году читатели получили первый номер журнала «Вестник экономики».
В 2008—2012 годах ИД выпускал журнал «Вестник Олимпиады» на русском и английском языках, издание выходило с частотой 2-4 номера в год.
В 2012 году вышел журнал «Вестник. Татарстан» (ныне – «Вестник Поволжье»), представители издательского дома заявили о планах вложить 30 млн рублей в открытие представительств и редакций в Минске, Казани, Астане.
Также в 2012 году вышел пилотный номер журнала «Нация». В его создании приняли участие бывшие журналисты изданий «Кто главный» и «Немосква».
Время выхода пилотных номеров других изданий: «Вестник Северный Кавказ» (2010), «Вестник агропромышленного комплекса» (2011), «Здравоохранение России» (2012), «Российское образование» (2017), «Социальная защита в России» (2018).
Альманах «Здравоохранение России» в 2016 году был занесен в Книгу рекордов России как самое объемное специализированное издание о медицине (734 страницы).
В 2010 году начал работу аналитический центр «Евромедиа». Аналитики, по собственной информации компании, публикуют ежегодно около 50 рейтингов.
Начиная с 2012 г., МИД «ЕвроМедиа» регулярно выпускает книги и различные справочные издания.
Спортивная драма «Тренер», созданная холдингом «ЕвроМедиа» в 2023 году, на Всероссийском кинофестивале «Белая Птица — 2024» завоевала победу в номинации «Лучшая мужская роль в короткометражном фильме». Приз получил актёр Михаил Горевой.

## Руководство
- Денисов Владимир Владимирович — исполнительный директор (с 2002 года по настоящее время). Окончил РГУ, факультет филологии и журналистики, Ростов-на-Дону.
- Лазарева Ольга Александровна — директор (с 2011 по декабрь 2013 года).
- Волчук Дмитрий Викторович — директор (с декабря 2013 года по настоящее время).

## Издания
«Отраслевой журнал „Вестник“» — журнал для строителей, инженеров, архитекторов и других специалистов строительной отрасли и ЖКХ. Тираж — 12000 экземпляров, формат журнала — А4; объём 150—220 полос.
В журнале представлена информация из области архитектуры, строительства и ЖКХ: отраслевые рейтинги, интервью с руководителями отрасли строительства и ЖКХ, аналитические обзоры.
Журнал рассказывает о технологиях, применяемых в стройиндустрии, об опыте федеральных и иностранных партнеров, о работе управляющих компаний ЖКХ, о новых технологиях и строительных материалах, о развитии инфраструктуры субъектов ЮФО и СКФО, муниципальных образований, о реализации инвестиционных программ.
Подписчиками издания являются более 3700 организаций.
«Вестник. Северный Кавказ» — информационно-аналитическое издание об экономике и политике, социальной и культурной сферах, истории и традициях Северного Кавказа. Тираж — 10 000 экземпляров, формат — А4, объём — 180—250 полос. Выходит до шести раз в год. По состоянию на 2010 год журнал выходил четыре раза в год. Обладатель знака «Золотой фонд прессы» 2016 года.
«Вестник агропромышленного комплекса» — журнал для специалистов сельского хозяйства и перерабатывающей промышленности. В нём публикуются интервью, аналитические материалы, обзоры и очерки, охватывающие все сферы АПК, а также отраслевые рейтинги по различным направлениям деятельности АПК. Тираж 10 000 экземпляров, формат – А4, объём – 100-168 полос. Выходит до шести раз в год.
«Вестник экономики ЕАЭС» (ранее "Вестник экономики") — ежемесячное информационно-аналитическое издание, освещающее темы инвестиций, инфраструктуры, АПК на территории Южного и Северо-Кавказского федеральных округов.
Тираж — 10 000 экземпляров, формат — А4, объём номера — 100—120 полос. Журнал публикует интервью губернаторов и профильных министров регионов ЮФО и СКФО, руководителей и топ-менеджеров ведущих компаний, отраслевых экспертов.
В журнале также представлен обзор инвестиционных и инфраструктурных проектов, посвященных развитию промышленных, особых экономических и туристско-рекреационных зон, малого и среднего бизнеса.
Публикуются статьи о состоянии и перспективах финансового, банковского, страхового, аграрного и прочих рынков; о внедрении инновационных программ и технологий; о ситуации на рынке труда и т.д.
Отдельное тематическое направление — развитие муниципальных образований. Публикуются рейтинги успешности компаний, работающих в различных сегментах южнороссийской экономики.
«Вестник экономики» сотрудничает с министерствами экономики и сельского хозяйства, торгово-промышленными палатами субъектов ЮФО и СКФО, Координационным советом промышленников и предпринимателей ЮФО и СКФО, другими структурами.
«Здравоохранение России» — специализированное издание для медицинских и фармацевтических работников. Журнал вошёл в Книгу рекордов России как самое объёмное издание по медицинской тематике. Аудитория журнала – более 35 000 специалистов в области здравоохранения и фармацевтики России и стран ЕЭП, более 700 000 digital-читателей. Объём журнала – до 734 полос, формат – А4, выходит 2 раза в год.
«Нация» — Общероссийский журнал, рассказывающий о людях и событиях, происходящих в России, которыми можно гордиться. Тираж — 10 000 экземпляров, формат — А4, объём — 60-70 полос. Проекту журнала «Соль земли. Люди, ради которых стоит узнать Россию» присужден гран-при одиннадцатой премии «Серебряный лучник — Юг».
«Российское образование» — журнал о среднем и вузовском образовании для работников отрасли и управленцев. Издаётся с 2017 года. Выходит два раза в год в формате альманаха объёмом до 300 страниц. Ключевые рубрики: «Аттестат зрелости», «Контрольная работа», «Высшая школа», «Региональный опыт», «Лучший по профессии», «Планета детства», «От А до Я».
«Вестник Поволжье» (ранее "Вестник. Татарстан") — журнал о социально-экономическом развитии Приволжского федерального округа. Издаётся с 2012 года. Тираж — 10 000 экземпляров, формат журнала – А4, объём — 100-200 полос. Подписка — 3740 организаций.
«Социальная защита в России» — журнал о государственной политике в сфере социальной защиты, программах и инновационных проектах, работе социально-ориентированных некоммерческих организаций. Издается с 2018 года. Выходит ежеквартально объёмом 200-250 страниц, формат — А4, аудитория — более 400 000 читателей в месяц на семи площадках.
«Вестник Северо-Запада» — журнал об экономической ситуации, политике, социальной сфере, истории регионов Северо-Западного федерального округа. Тираж — 10 000 экземпляров, формат — А4, объём – до 112 полос.

## Книгоиздание
Издательский дом выпустил в свет книги и справочники:  «Словарь юридических и медицинских терминов», "Строительный комплекс Кубани: потенциал и перспективы развития", телефонно-адресные справочники органов власти Татарстана и Ростовской области.
Совместно с издательством "Старые русские" опубликован сборник стихов Галины Амировой "Все же была я здесь".
С 2012 года МИД «ЕвроМедиа» ежегодно выпускает единый телефонно-адресный справочник органов государственной власти Российской Федерации. Версия справочника 2024-го года — это более 300 страниц, содержащих свыше 2700 контактных данных.
На основе справочника создан бесплатный Телеграм-бот «Вся власть РФ», работающий в автоматическом режиме и позволяющий пользователю найти нужные ему контакты (ФИО, должность, адрес или телефон чиновника) органов власти всех субъектов Российской Федерации за считанные секунды.
С 2021 г. книгоиздание в МИД «ЕвроМедиа» стало постоянным. В частности, вышли в свет следующие издания:
2021 г. - Алексей Гриценко «PR в госсекторе от практика + 100 запретных фраз в PR-тексте»,
2022 г.:
- Любовь Шибаева «Преподавая журналистику»,
«Гражданин Ростова-на-Дону» (коллектив авторов). В этой книге собраны истории 30 ростовчан, которые многое сделали для города, прославили его не только в пределах России, но и за рубежом,
Алексей Гриценко «Реальный PR без бюджета в России. Антология книг от практика». Книга ориентирована прежде всего на собственников или топ-менеджеров в бизнесе, чиновников и политиков, книга представлена на Международной ярмарке интеллектуальной литературы «Non/fiction№ 24» в Москве.
2023 г.:
- "Гражданин Таганрога" (коллектив авторов), в книге представлены очерки о 25 удивительных людях, чья судьба была тесно связана с Таганрогом,
- Сергей Кисин «Дом, который построили мы». Это первое в своем роде монументальное исследование, экспертно и полно повествующее об истории строительного комплекса России начиная со времен Древней Руси. Особенно подробно рассмотрен период последнего столетия, за которое отрасль смогла вобрать в себя все достижения научно-технической революции.

## Редакция
В объединённой редакции по состоянию на 2018 год работают 86 человек. Авторы изданий несколько раз становились победителями учрежденного «МедиаСоюзом» и холдингом «Эксперт» конкурса «Искра Юга», конкурсов PROEstate Media Awards, «Правда и справедливость» (учрежден ОНФ).
Всего представители коллектива одержали более 25 побед в журналистских конкурсах. Например, журналист ИД «ЕвроМедиа» стал победителем конкурса Минстроя России «Созидание и развитие».